# Tolga Ciğerci
Tolga Ciğerci, né le 23 mars 1992 à Nordenham, est un footballeur international turc. Il évolue au poste de milieu de terrain au Sivasspor.

## Carrière
Il signe définitivement au Hertha BSC après son prêt pour un montant d'un million et demi d'euros.

## Statistiques
| Saison                | Club                            | Championnat           | Championnat | Championnat | Coupe(s) nationale(s) | Coupe(s) nationale(s) | Compétition(s) continentale(s) | Compétition(s) continentale(s) | Compétition(s) continentale(s) | Total | Total |
| Saison                | Club                            | Division              | M.          | B.          | M.                    | B.                    | Comp.                          | M.                             | B.                             | M.    | B.    |
| 2010-2011             | VfL Wolfsburg                   | Bundesliga            | 6           | 0           | 1                     | 0                     | -                              | -                              | -                              | 7     | 0     |
| 2011-2012             | VfL Wolfsburg                   | Bundesliga            | 0           | 0           | 0                     | 0                     | -                              | -                              | -                              | 0     | 0     |
| Sous-total            | Sous-total                      | Sous-total            | 6           | 0           | 1                     | 0                     | -                              | -                              | -                              | 7     | 0     |
| 2011-2012             | Borussia Mönchengladbach (prêt) | Bundesliga            | 2           | 0           | 0                     | 0                     | -                              | -                              | -                              | 2     | 0     |
| 2012-2013             | Borussia Mönchengladbach (prêt) | Bundesliga            | 12          | 0           | 0                     | 0                     | C1+C3                          | 1+5                            | 0+1                            | 18    | 1     |
| Sous-total            | Sous-total                      | Sous-total            | 14          | 0           | 0                     | 0                     | -                              | 6                              | 1                              | 20    | 1     |
| 2013-2014             | Hertha BSC (prêt)               | Bundesliga            | 19          | 1           | 1                     | 0                     | -                              | -                              | -                              | 20    | 1     |
| 2014-2015             | Hertha BSC                      | Bundesliga            | 2           | 0           | 0                     | 0                     | -                              | -                              | -                              | 2     | 0     |
| 2015-2016             | Hertha BSC                      | Bundesliga            | 18          | 0           | 1                     | 0                     | -                              | -                              | -                              | 19    | 0     |
| Sous-total            | Sous-total                      | Sous-total            | 39          | 1           | 2                     | 0                     | -                              | -                              | -                              | 41    | 1     |
| Total sur la carrière | Total sur la carrière           | Total sur la carrière | 59          | 1           | 3                     | 0                     | -                              | 6                              | 1                              | 68    | 2     |